# Ma Long
Ma Long (n. 20 octombrie 1988, Anshan⁠(d), Republica Populară Chineză) este un jucător de tenis de masă ce a reprezentat Republica Populară Chineză, medaliat olimpic. A participat la 4 ediții ale Jocurilor Olimpice (2012, 2016, 2020, 2024) în care a câștigat 6 medalii de aur.